# Ford Mondeo Sport
Ford Mondeo Sport (також Ford Evos до 2024 року) — це кросовер середнього розміру з низькою посадкою, що виробляється компанією Ford через спільне підприємство Changan Ford у Китаї з 2021 року. Автомобіль дебютував на виставці Auto Shanghai у КНР у квітні 2021 року. 

## Історія

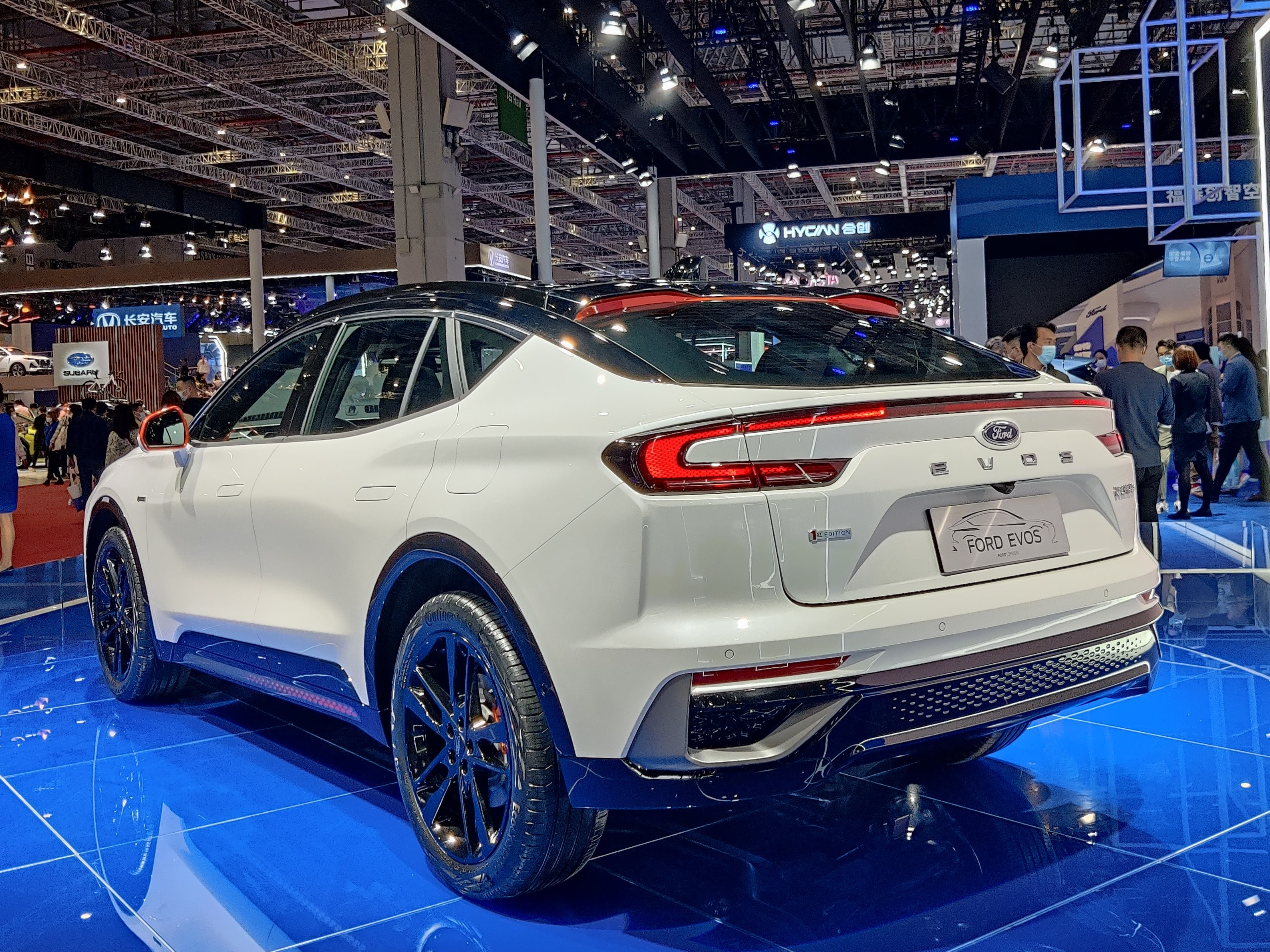
Ford Evos вид ззаду

Розроблений в основному китайською командою Ford, Evos був описаний як суміш між кросовером і фастбеком або універсалом через його низьку пропорцію.

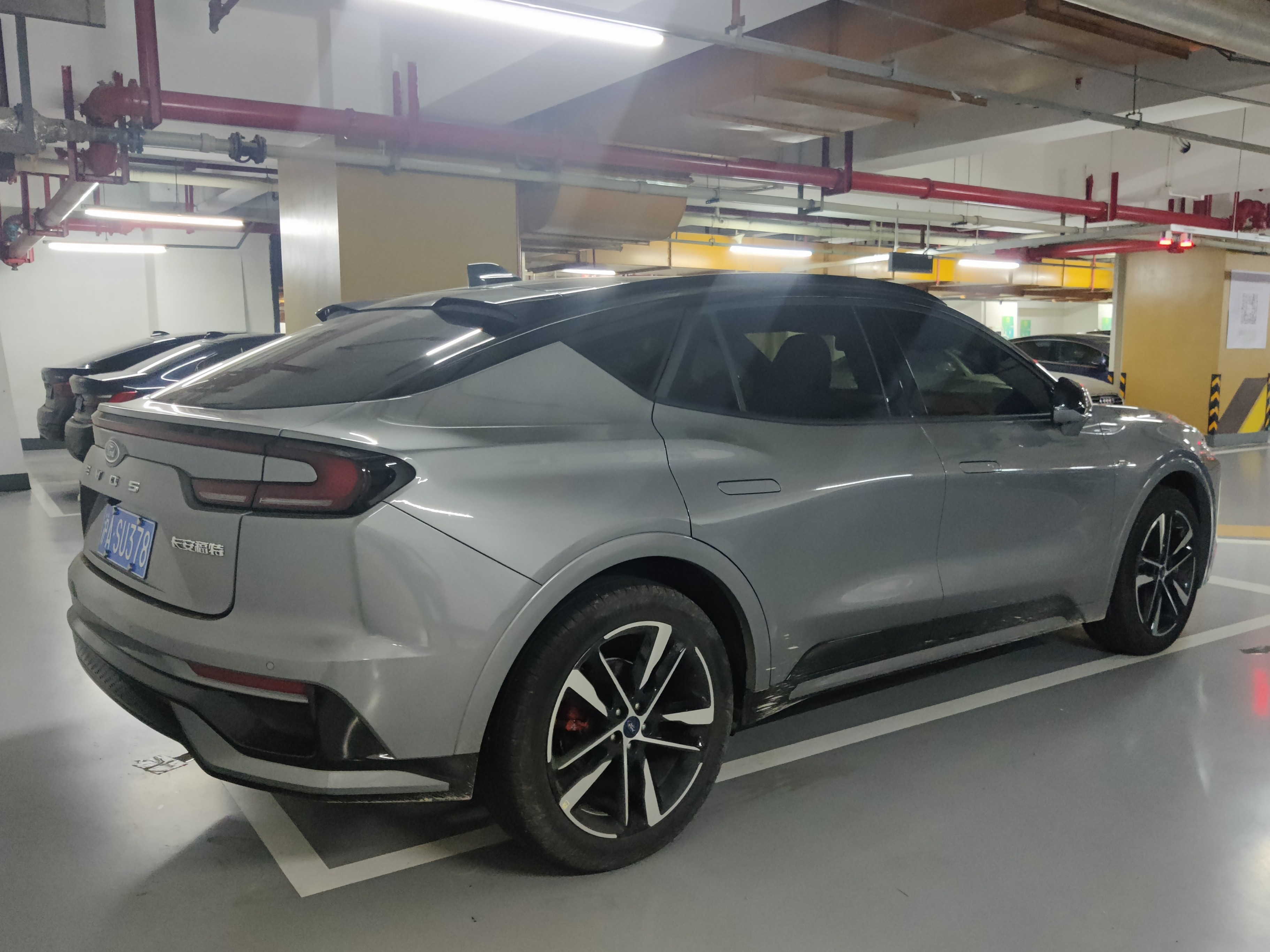
Ford Evos ST-Line

Інтер’єр Evos оснащений великою сенсорною панеллю завдовжки 1,1 м, яка складається з двох дисплеїв: 12,3-дюймової цифрової панелі приладів, а другий – 27-дюймовий інформаційно-розважальний дисплей 4K, який працює на Ford Sync+ 2.0. Evos також оснащено BlueCruise, новою технологією допомоги водієві рівня 2 від Ford Motor Company. Інші функції включають режим «другого пілота», який дозволяє передньому пасажиру зайняти свою половину величезного дисплея та передавати відповідну інформацію водієві.

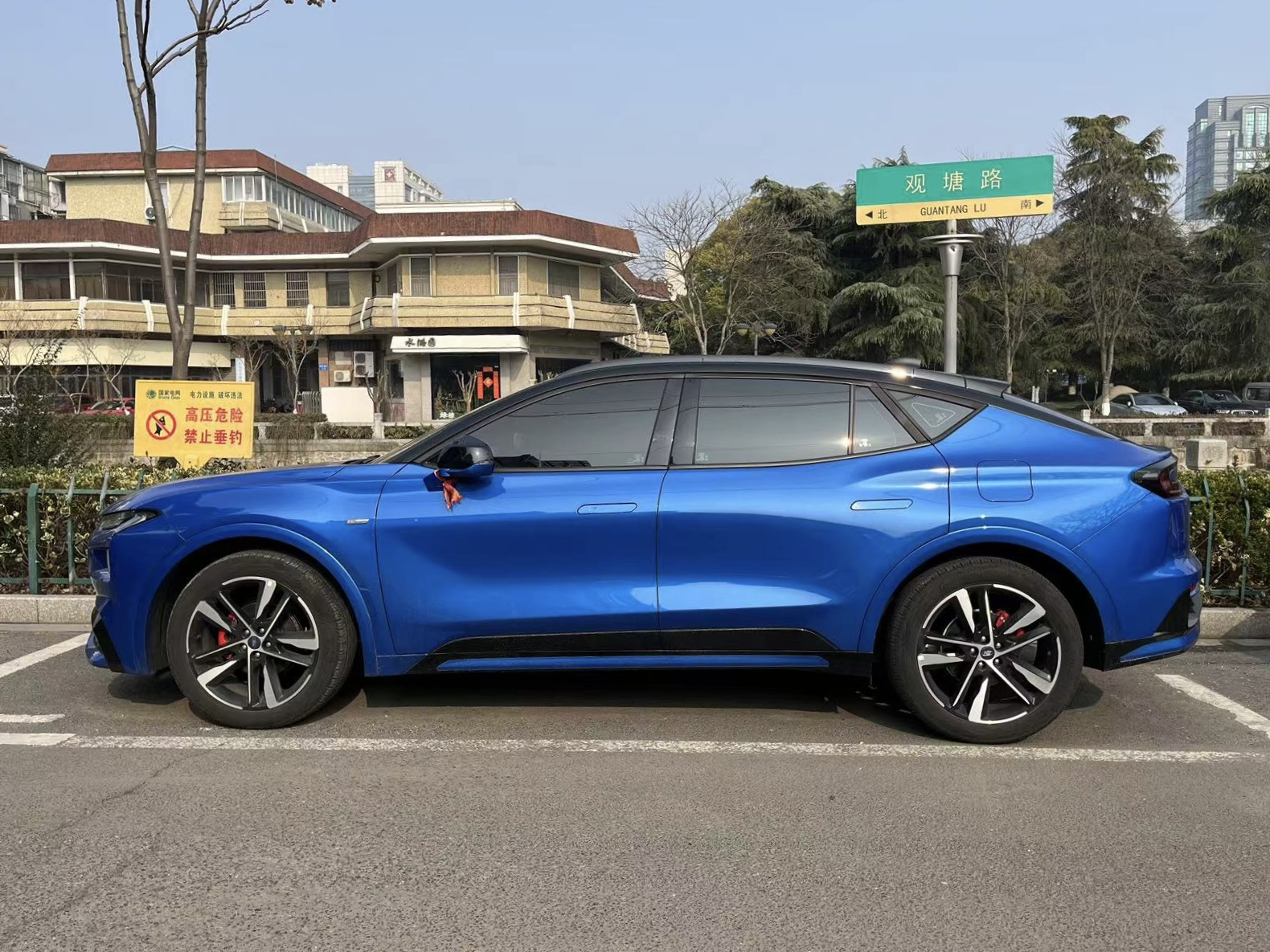
Ford Evos вид збоку

Журналісти припустили, що Evos стане наступником Mondeo/Fusion для Північної Америки та Європи через низькі продажі на ринках седанів та універсалів. Однак було підтверджено, що Evos не буде доступний у Північній Америці.